# Ilex glazioviana
Ilex glazioviana är en järneksväxtart som beskrevs av Ludwig Eduard Loesener. Ilex glazioviana ingår i släktet järnekar, och familjen järneksväxter. Inga underarter finns listade i Catalogue of Life.